# Labuhan Lombok
Labuhan Lombok is een bestuurslaag in het regentschap Oost-Lombok van de provincie West-Nusa Tenggara, Indonesië. Labuhan Lombok telt 21.186 inwoners (volkstelling 2010).